# Au Café

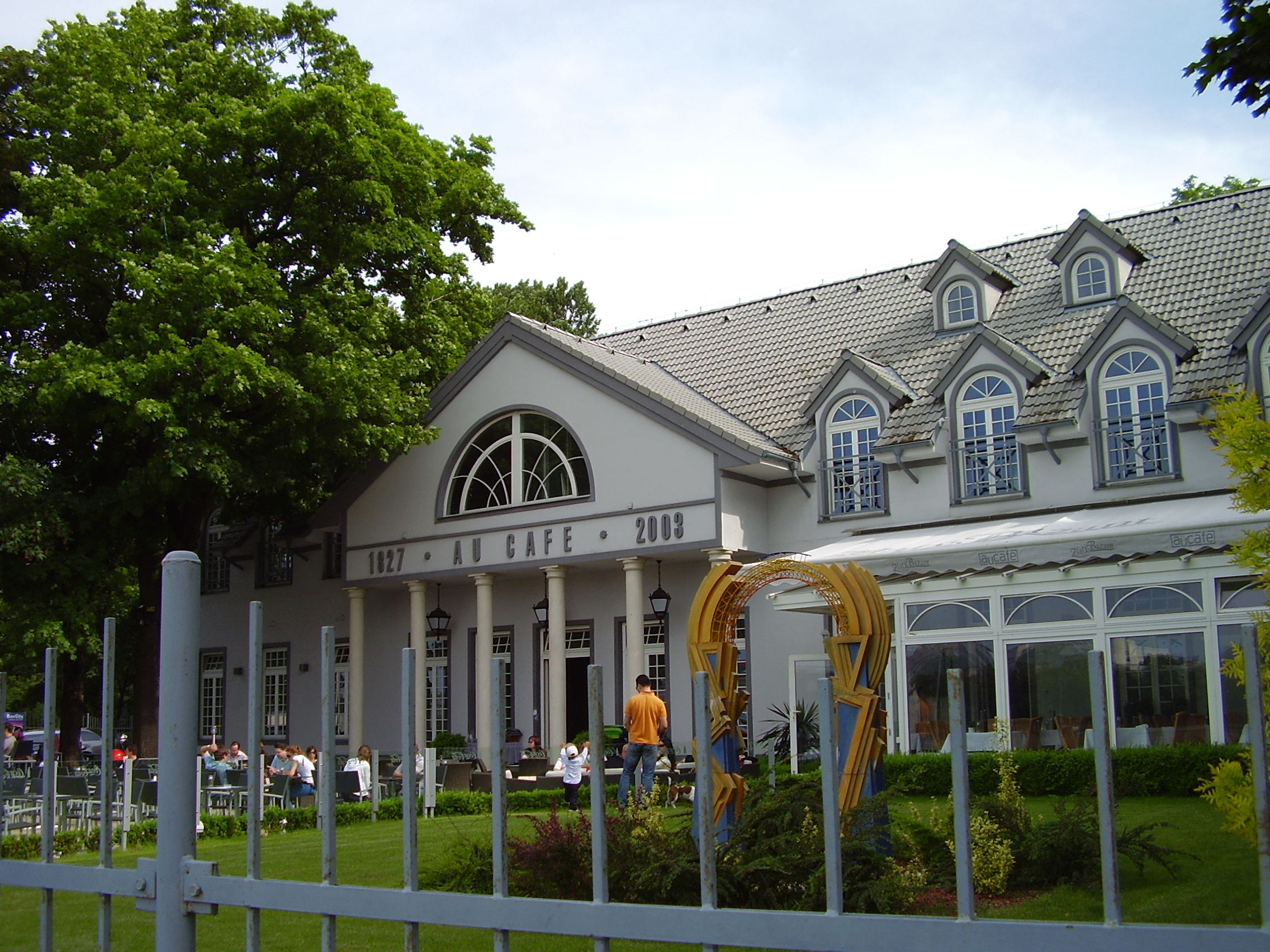
restaurace Au Café

Au Café je restaurace v Bratislavě v městské části Petržalka na Vídeňské cestě při Tyršově nábřeží a Sadu Janka Krále. Nachází se v budově z roku 2003, která byla postavena jako volná replika původní budovy, zbořené v roce 1966.
Au Café byla postavena v roce 1827, kdy sloužila jako obchod s kávou. Později k ní byla přidána také restaurace. Přes 100 let Au Café fungovala jako restaurace a obchod s kávou. V polovině 20. století začala budova chátrat a upadat, což vedlo k jejímu zboření počátkem roku 1966. Traduje se historka, podle níž budovu dali asanovat proto, že se během otevíracích hodin propadl strop. Po zboření budovy se na jejím místě plánovala výstavba polyfunkční budovy, ze záměru se nakonec upustilo. Po změně režimu v roce 1989 se několikrát uvažovalo o jejím znovupostavení. První fází byla stavba základů pro novou budovu (s odlišnou dispozicí oproti původní budově) v první polovině 90. let. Z důvodu nedostatku finančních prostředků tehdejší majitel ve výstavbě nepokračoval. Až na počátku 21. století odkoupil pozemek Ľubo Roman (majitel nedalekého Leberfingeru), který nechal budovu dostavět a otevřel v ní restauraci navazující na tradici starého Au café. Budova se nachází na břehu řeky Dunaj, odkud nabízí výhled na historické centrum Bratislavy a na Bratislavský hrad.

## Dějiny
- 1827 - Au Café, nový obchod s kávou byl založen na pravém břehu řeky Dunaj
- 1857 - majitelem obchodu se stal Roth a v roce 1871 František Pohl
- 1890 - Anton Apfel přidal ke kavárně restauraci
- 1896 - Karl von Palugyay zvýšil úroveň Au Cafe na luxusní restauraci
- 1919 - Otto Kolin se stal novým majitelem a renovoval Au Café v metropolitním stylu
- 1927 - od 31. července do 18. srpna probíhají oslavy 100. výročí postavení a fungování Au Café
- 1966 - dlouhotrvající úpadek, zboření budovy
- 2003 – 12. září otevření nově postaveného Au Café